# Thaumasius baeri
El colibrí de Tumbes (Thaumasius baeri) es una especie de ave apodiforme de la familia Trochilidae —los colibríes—, una de las dos pertenecientes al género  Thaumasius, anteriormente situada en el género Leucippus. Es nativa del noroeste de América del Sur.

## Distribución y hábitat
Su distribución se limita a una pequeña región del litoral del Pacífico del suroeste de Ecuador (suroeste de Loja) y el noroeste de Perú (desde Tumbes hacia el sur hasta Lambayeque).
Esta especie es considerada bastante común en Perú y de poco común a bastante común pero apenas localmente en Ecuador, en sus hábitats naturales: los matorrales áridos y los bordes de bosques caducifolios, desde el nivel del mar hasta los 1275 m de altitud.

## Sistemática

### Descripción original
La especie T. baeri fue descrita por primera vez por el zoólogo francés Eugène Simon en 1901 bajo el nombre científico Leucippus baeri; su localidad tipo es: «Tumbes, Perú».

### Etimología
El nombre genérico femenino «Thaumasius» proviene del griego «thaumasios», diminutivo de «thauma, thaumatos», que significa ‘maravilla’; y el nombre de la especie «baeri» conmemora al recolector suizo Gustav Adolf Baer (1838-1918).

### Taxonomía
La presente especie fue descrita y estuvo históricamente colocada en el género Leucippus, hasta que los estudios filogenéticos de McGuire et al. (2014) demostraron que el género era polifilético; para resolver la polifilia del género, Stiles et al. (2017) propusieron la resurrección del género Thaumasius, para las especies antes denominadas Leucippus baeri y L. taczanowskii, y de Talaphorus para la especie antes denominada Leucippus chlorocercus.Estos cambios taxonómicos fueron reconocidos por el Comité de Clasificación de Sudamérica (SACC) en la Propuesta N.º 781.
Es monotípica.